# Lavenia Padarath
Lavenia Padarath, née le 15 juillet 1945 et morte à Suva le 14 juillet 2019,, est une infirmière, syndicaliste et femme politique fidjienne.

## Biographie
Formée comme infirmière en Nouvelle-Zélande, elle exerce cette profession aux Fidji et devient pendant sept ans secrétaire-générale et présidente du syndicat Association des infirmiers des Fidji (Fiji Nurses Association). Elle rejoint ensuite le Corps de la paix et y devient directrice-adjointe du programme de santé pour les Fidji et les Tuvalu. Membre fondatrice du Parti travailliste fidjien en 1985, elle accompagne en 1988 son époux Adishwar Padarath qui est posté comme journaliste à la Mission permanente des Fidji aux Nations unies à New York. Elle travaille alors comme clinicienne infirmière au centre médical des Nations unies,.
De retour aux Fidji, elle est élue députée de la circonscription de Nausori Naitasiri à la Chambre des représentants aux élections de 1999 et est nommée ministre de la Culture, des Femmes et de la Sécurité sociale par le nouveau Premier ministre travailliste Mahendra Chaudhry. Le gouvernement Chaudhry est renversé en mai 2000 par un coup d'État, et les ministres et députés travaillistes sont retenus en otages par des hommes en armes. Lavenia Padarath et les trois autres femmes parmi les otages, dont la ministre du Tourisme Adi Koila Nailatikau, sont relâchées après 35 jours ; la plupart des autres otages ne le seront qu'après 56 jours,.
Elle perd son siège de députée aux élections anticipées de 2001, et est battue également aux élections de 2006. Elle est toutefois nommée sénatrice en 2006 à la demande du chef de l'opposition, Mahendra Chaudhry. En 2011 elle est élue présidente du Parti travailliste. Elle meurt hospitalisée à Suva à la veille de son 74e anniversaire,.